# Franz Xaver Dorsch
Pour les articles homonymes, voir Dorsch.
Franz Xaver Dorsch (né le 24 décembre 1899 à Illertissen en Allemagne et décédé le 8 novembre 1986 à Munich) est un ingénieur civil allemand. Il est ingénieur en chef de l'Organisation Todt, un groupe à la fois civil et militaire surtout connu pour la multitude et l'ampleur de différents ouvrages réalisés pour le compte du Troisième Reich. Dorsch joua un rôle central dans plusieurs importants projets de construction sur le territoire allemand et dans les pays occupés, dont la ligne Siegfried et le mur de l'Atlantique. Après la guerre, il ne fut pas poursuivi malgré son allégeance au Parti nazi et fonda une société de génie conseil à Wiesbaden.

## Biographie
Franz Xaver Dorsch naît à Illertissen, dans la région d'Allgäu, en Bavière. Il sert dans l'armée allemande pendant la Première Guerre mondiale du 1er juin 1917 au 2 janvier 1919, et atteint le grade de sergent. Après la démobilisation, il rejoint les corps francs et participe à l'écrasement de la République des conseils de Bavière en mai 1919. Plus tard cette même année, il entreprend des études de génie civil à la Technische Hochschule Stuttgart — aujourd'hui université de Stuttgart —, et devient architecte qualifié en 1928. De 1929 à 1933, il travaille avec Fritz Todt, qui fondera l'Organisation Todt, pour le compte de la firme munichoise d'ingénierie Sager und Wörner.
Dorsch et Todt sont des partisans de la première heure d'Adolf Hitler. Dorsch adhère au Parti nazi naissant et son aile paramilitaire, le Sturmabteilung (SA), en 1922, et participe au putsch manqué de la Brasserie les 8-9 novembre 1923. Il reçoit plus tard le Symbole d'or du Parti nazi et l'Ordre du sang du Parti nazi en reconnaissance des services rendus. En juillet 1933, Todt est nommé Generalinspektor für das deutsche Straßenwesen (« Inspecteur général des routes allemandes »), et nommé responsable de la construction du réseau des Autobahnen allemandes. Todt recrute Dorsch comme adjoint et chef du bureau central de l'Organisation Todt à Berlin, et le fait travailler sur le projet des Autobahnen. En 1938, Dorsch joue un rôle central dans la construction de la ligne Siegfried (en allemand : Westwall), un vaste système défensif s'étendant sur plus de 630 km le long des frontières occidentales allemandes, des Pays-Bas à la Suisse.
À partir de décembre 1941, Dorsch supervise le début de construction du mur de l'Atlantique sur les côtes occidentales des territoires européens occupés, mais son travail est critiqué par les responsables de l'armée de terre et de la marine, car il ignore leurs suggestions. Le 8 février 1942, Fritz Todt meurt dans un accident d'avion. Albert Speer, l'architecte en chef d'Adolf Hitler, le remplace. Speer prend le contrôle de l'Organisation Todt en tant que ministre du Reich pour l'Armement et les Munitions, mais dans les faits remet à Dorsch l'autorité de la mener comme il l'entend. En reconnaissance des services rendus, Dorsch reçoit la Croix du mérite de guerre avec sabres le 13 mai 1943.
Les relations entre Speer et Dorsch sont néanmoins tendues. En théorie, l'Organisation Todt ne peut réaliser de constructions qu'à l'extérieur du Reich, mais dans la pratique, ses services sont de plus en sollicités pour construire des ouvrages dans le Reich et Dorsch souhaite donc imposer ses conditions à l'industrie de la construction allemande. Dorsch et Speer s'affrontent durement à ce sujet, Dorsch exigeant d'être responsable de toutes les activités de construction du Reich de façon que l'Organisation Todt supervise tous les nouveaux projets d'importance. Dorsch est un allié secret de Martin Bormann, qui l'avait recruté comme agent du Parteikanzlei pour espionner Speer. Selon Speer, Dorsch a agi de façon à miner son autorité sur le ministère dont il est responsable. Au printemps de 1944, Dorsch tente de faire limoger Speer. Même s'il échoue, l'autorité de Speer est sérieusement diminuée.
En avril 1944, Adolf Hitler remet à Dorsch le contrôle de l'Organisation Todt. Dorsch est invité à soumettre des propositions pour le projet, auquel Speer s'est vigoureusement opposé, de déplacer les usines allemandes dans des « bâtiments de béton » ou des installations souterraines dans le but de les protéger des bombardements alliés. Hermann Göring, le ministre de l'Aviation, ordonne à Dorsch de commencer la construction de hangars à avions souterrains pour le compte de la Luftwaffe. Dorsch est nommé responsable des bureaux du ministère du Reich pour l'Armement et les Munitions et sert comme ministre adjoint en tant que commissaire général de l'industrie de la construction. Étant toujours chargé de l'Organisation Todt, il est donc de facto responsable de l'ensemble des activités de construction du Troisième Reich pendant la dernière année de guerre. L'ordre d'Hitler de construire des usines à l'épreuve des bombes donne à Dorsch l'autorité nécessaire pour contrôler l'ensemble de l'industrie de la construction allemande. En septembre 1944, il dirige ainsi plus de 780 000 personnes, pour la plupart des travailleurs forcés capturés par les forces allemandes hors du Reich, qui construisent des ouvrages sur le territoire contrôlé par le Troisième Reich.
La guerre terminée, Dorsch n'est pas poursuivi en justice, mais est mandaté par l’United States Army pour rédiger un manuel de 1 000 pages sur l'Organisation Todt, qui est publié en 1947.
En 1950, Dorsch fonde la firme de génie-conseil Reg. Baumeister Xaver Dorsch, Ingenieurbüro à Wiesbaden, firme nommée Dorsch Consult en 1951 puis Dorsch Gruppe en 2006. En 2011, cette société, qui emploie plus de 1 600 personnes, est la plus grande société indépendante dans son secteur d'activités.
Xaver Dorsch meurt à Munich le 8 novembre 1986.

## NavireXaver Dorsch
Un navire-cargo allemand porta son nom durant la Seconde Guerre mondiale, le caboteur Xaver Dorsch. Mis en service en 1940 aux Pays-Bas, il assurait principalement depuis Saint-Malo et Granville des approvisionnements et du transport de matériel pour la défense des îles Anglo-normandes occupées. Le navire participa aussi probablement à la déportation de citoyens britanniques non anglo-normands et de juifs de l'archipel.
Il fut coulé par l'aviation britannique le 29 avril 1944 dans l'estuaire du Trieux à Lézardrieux.